# 7675 Gorizia
7675 Gorizia (1995 WT5) là một tiểu hành tinh vành đai chính được phát hiện ngày 23 tháng 11 năm 1995 ở Farra d'Isonzo. Nó được đặt theo tên của thị trấn Italia Gorizia.